# SCGA Amateur
Het SCGA Amateur is een golftoernooi in Zuid-Californië. De organisatie is in handen van de Southern California Golf Association. Het toernooi wordt altijd gespeeld op de thuisclub van de president van de SCGA.
De eerste editie was in 1900, en werd gewonnen door de in Schotland geboren Charlie Orr. Winnaars die later beroemd werden zijn onder meer Patrick Cantlay in 2011 en Tiger Woods in 1994.
De maximale handicap is tegenwoordig 4.4. Er wordt eerste een kwalificatieronde hespeeld, daarna gaan de beste 844 door, zij spelen dan nog het kampioenschap. Na twee rondes ois er een cut, waarna de beste 42 de laatste twee rondes mogen spelen.
| Jaar | Baan                                           | Winnaar            | Info |
| ---- | ---------------------------------------------- | ------------------ | --- |
| 1900 | Los Angeles Country Club                       | Charles E. Orr     | Uit Pasadena, Krant |
| 1901 | Los Angeles Country Club                       | Walter Fairbanks   | Opgenomen in de Colorado Golf Hall of Fame, ook cricket speler. Oprichter van de Bristol & Clifton Golf Club. Naar de VS geëmigreerd in 1898 |
| 1902 | Pasadena Country Club                          | H.M. Sears         | |
| 1903 | Los Angeles Country Club                       | Walter Fairbanks   | |
| 1904 | Los Angeles Country Club                       | W.K. Jewett        | |
| 1905 | Los Angeles Country Club                       | Walter Fairbanks   | |
| 1906 | Los Angeles Country Club                       | Wm. Frederickson   | |
| 1907 | Los Angeles Country Club                       | Sterling Liness    | |
| 1908 | Los Angeles Country Club                       | Paul Hunter        | |
| 1909 | Annandale Golf Club                            | Paul Hunter        | |
| 1910 | Annandale Golf Club                            | Wm. Frederickson   | |
| 1911 | Los Angeles Country Club                       | Norman Macbeth     | |
| 1912 | Los Angeles Country Club                       | E.S. Armstrong     | |
| 1913 | Los Angeles Country Club                       | Norman Macbeth     | |
| 1914 | San Gabriel Country Club                       | Carleton Wright    | |
| 1915 | Midwick Country Club                           | E.S. Armstrong     | |
| 1916 | Los Angeles Country Club                       | Harold B. Lamb     | |
| 1917 | Midwick Country Club                           | Windsor B. Walton  | |
| 1918 | Los Angeles Country Club                       | R.J. Cash, Jr      | |
| 1919 | Los Angeles Country Club                       | Douglas Grant      | |
| 1920 | Los Angeles Country Club                       | E.H. Seaver        | |
| 1921 | Los Angeles Country Club                       | Paul Hunter        | |
| 1922 | Flintridge Country Club/Pasadena Golf Club     | George Von Elm     | |
| 1923 | Midwick Country Club                           | Willie Hunter      | |
| 1924 | Annandale Golf Club                            | Paul Hunter        | |
| 1925 | Los Angeles Country Club                       | George Von Elm     | |
| 1926 | California Country Club/Brentwood Country Club | Paul Hunter        | |
| 1927 | Lakeside Golf Club                             | George Von Elm     | |
| 1928 | Midwick Country Club                           | Fay Coleman        | |
| 1929 | Bel-Air Country Club                           | Gibson Dunlap      | |
| 1930 | Midwick Country Club                           | Fay Coleman        | |
| 1931 | Los Angeles Country Club                       | David Martin       | |
| 1932 | San Gabriel Country Club                       | Jack Gaines        | |
| 1933 | Brentwood Country Club                         | Harold Thompson    | |
| 1934 | Bel-Air Country Club                           | Charles Seaver     | |
| 1935 | Los Angeles Country Club                       | Harry Wesbrook     | |
| 1936 | San Diego Country Club                         | Roger Kelly        | |
| 1937 | Riviera Country Club                           | Jack Gaines        | |
| 1938 | California Country Club                        | Pat Abbott         | |
| 1939 | Annandale Golf Club                            | Frank Hixon        | |
| 1940 | Lakeside Golf Club                             | Smiley Quick       | |
| 1941 | Oakmont Country Club                           | Pat Abbott         | |
| 1942 | Los Angeles Country Club                       | John Dawson        | |
| 1943 | Hillcrest Country Club                         | Smiley Quick       | |
| 1944 | Lakeside Golf Club                             | John Dawson        | |
| 1945 | San Gabriel Country Club                       | John Dawson        | |
| 1946 | Virginia Country Club                          | Bobby Gardner      | |
| 1947 | Los Angeles Country Club                       | Bruce McCormick    | |
| 1948 | Wilshire Country Club                          | Bruce McCormick    | |
| 1949 | Victoria Club                                  | Jerry Douglas      | |
| 1950 | Oakmont Country Club                           | Jim Ferrie         | |
| 1951 | Virginia Country Club                          | Jim Ferrie         | |
| 1952 | Hillcrest Country Club                         | John W. Dawson     | |
| 1953 | Los Angeles Country Club                       | Fletcher Jones     | |
| 1954 | San Gabriel Country Club                       | Ted Richards Jr    | |
| 1955 | Annandale Golf Club                            | Jerry Steelsmith   | |
| 1956 | Santa Ana Country Club                         | Alan Geiberger     | |
| 1957 | Lakeside Golf Club                             | Verne Callison     | |
| 1958 | Wilshire Country Club                          | Frank Hixon        | |
| 1959 | Oakmont Country Club                           | Alan Geiberger     | |
| 1960 | Brentwood Country Club                         | Ben Alyea          | |
| 1961 | Los Angeles Country Club                       | Ted Richards Jr    | |
| 1962 | Virginia Country Club                          | Larry Bouchey      | |
| 1963 | Hillcrest Country Club                         | Bruce McCormick    | |
| 1964 | San Gabriel Golf Club                          | Larry O. Brown     | |
| 1965 | Annandale Golf Club                            | Richard Davies     | |
| 1966 | Victoria Club                                  | John A. Jacobs     | |
| 1967 | Riviera Country Club                           | Greg Pitzer        | |
| 1968 | Lakeside Golf Club                             | Barry Jaeckel      | |
| 1969 | Hacienda Golf Club                             | U.T. Thompson III  | |
| 1970 | Oakmont Country Club                           | Gary Sanders       | |
| 1971 | Virginia Country Club                          | John Beetham       | |
| 1972 | Hillcrest Country Club                         | Mark Pfeil         | |
| 1973 | El Niguel Country Club                         | John Richardson    | |
| 1974 | Brentwood Country Club                         | Jim Porter         | |
| 1975 | Wilshire Country Club                          | Lee Davis          | |
| 1976 | California Country Club                        | Tony Sills         | |
| 1977 | La Jolla Country Club                          | Doug Clarke        | |
| 1978 | Bel-Air Country Club                           | Brian Gaddy        | |
| 1979 | Hacienda Golf Club                             | Jeff Hart          | |
| 1980 | Oakmont Country Club                           | Jon (Bud) Ardell   | |
| 1981 | Stardust Country Club                          | Greg Twiggs        | |
| 1982 | Stockdale Country Club                         | Mark Blakely       | |
| 1983 | Santa Maria Country Club                       | David Hobby        | |
| 1984 | San Gabriel Country Club                       | Brad Greer         | |
| 1985 | Virginia Country Club                          | Brad Greer         | |
| 1986 | Hillcrest Country Club                         | Dave Sheff         | |
| 1987 | Braemar Country Club                           | Greg Starkman      | |
| 1988 | Annandale Golf Club                            | Craig Steinberg    | |
| 1989 | Glendora Country Club                          | Paul Stankowski    | |
| 1990 | Wilshire Country Club                          | Pat Duncan         | |
| 1991 | Bel-Air Country Club                           | Craig Steinberg    | |
| 1992 | Fairbanks Ranch Country Club                   | Craig Steinberg po | Titel met succes verdedigd |
| 1993 | Brentwood Country Club                         | Todd Demsey        | won in 1992 het California State Amateur |
| 1994 | Hacienda Golf Club                             | Tiger Woods        | |
| 1995 | Santa Ana Country Club                         | Charlie Wi         | |
| 1996 | Santa Maria Country Club                       | Kevin Marsh        | |
| 1997 | Lakeside Golf Club                             | Craig Steinberg    | |
| 1998 | The SCGA Golf Course                           | Greg Padilla       | |
| 1999 | Industry Hills Golf Club                       | John Pate          | |
| 2000 | Rancho Santa Fe Golf Club                      | Scott McGihon      | |
| 2001 | La Jolla Country Club                          | John Merrick       | |
| 2002 | El Caballero Country Club                      | Nico Bolline       | |
| 2003 | Torrey Pines Golf Club                         | Roy Moon           | |
| 2004 | Hillcrest Country Club                         | Tim Hogarth        | finalist in 2010 US Mid Amateur |
| 2005 | Tijeras Creek Golf Club                        | Scott McGihon      | |
| 2006 | Bakersfield Country Club                       | Scott McGihon      | |
| 2007 | Victoria Club                                  | Brett Kanda        | pro sinds 2011, Canadian Tour |
| 2008 | Saticoy Country Club                           | Kevin Marsh        | won in 2012 California Amateur |
| 2009 | Wilshire Country Club                          | Austin Graham      | pro sinds 2011 record is -23 in 54 holes tijdens toernooi v.d. Gateway Pro Tour’s California Series                                          |
| 2010 | La Cumbre Country Club                         | Scott Travers      | |
| 2011 | San Gabriel Country Club                       | Patrick Cantlay    | |
| 2012 | Big Canyon Country Club                        | Bhavik Patel       | pro sinds 2012 |
| 2013 | San Diego Country Club                         | Beau Hossler       | |
| 2014 |                                                |                    | |

## Trivia
Het Utah State Amateur is het enige amateurstoernooi in de Verenigde Staten, dat ouder is dan het SCGA Amateur. Het Utah Amateur werd in 1899 opgericht.